# Marek Szafran
Marek Szafran (ur. 15 marca 1997 w Zelowie) – polski łucznik specjalizujący się w łuku klasycznym. Jest studentem na Wydziale Fizyki Technicznej, Informatyki i Matematyki Stosowanej Politechniki Łódzkiej.
W 2015 roku wziął udział na igrzyskach europejskich w Baku. W kwalifikacjach zawodów indywidualnych zajął 42. miejsce z 645 punktami. W pierwszej rundzie pokonał Białorusina Aliaksandra Liahuszeua, lecz w drugiej uległ Gruzinowi Lashy Pchakadze. W zawodach drużynowych wystąpił razem ze Sławomirem Napłoszkiem i Rafałem Wojtkowiakiem. W kwalifikacjach zajęli dziewiąte miejsce z 1960 punktami. Odpadli w pierwszej rundzie eliminacyjnej z reprezentantami Rosji.

## Wyniki
| Rok  | Zawody                         | Miejscowość      | Grupa  | Ind. | Druż. | Mikst |
| ---- | ------------------------------ | ---------------- | ------ | ---- | ----- | ----- |
| 2013 | Młodzieżowe mistrzostwa świata | Wuxi             | Kadet  | 33.  | 9.    | 6.    |
| 2014 | Młodzieżowe mistrzostwa Europy | Lublana          | Kadet  | 9.   | 9.    | 9.    |
| 2014 | Igrzyska olimpijskie młodzieży | Nankin           | Kadet  | 9.   | –     | –     |
| 2015 | Halowe mistrzostwa Europy      | Koper            | Junior | 17.  | 9.    | –     |
| 2015 | Igrzyska europejskie           | Baku             | Senior | 17.  | 9.    | –     |
| 2016 | Halowe mistrzostwa świata      | Ankara           | Junior | 17.  | –     | –     |
| 2016 | Młodzieżowe mistrzostwa Europy | Bukareszt        | Junior | 17.  | 6.    | 6.    |
| 2017 | Halowe mistrzostwa Europy      | Vittel           | Junior | 34.  | 4.    | –     |
| 2017 | Młodzieżowe mistrzostwa świata | Rosario          | Junior | 17.  | 9.    | 9.    |
| 2019 | Mistrzostwa świata             | 's-Hertogenbosch | Senior | 57.  | 37.   | 9.    |